# Pain (zenekar)
Pain egy svéd metal zenekar, amelyet a Hypocrisy frontembereként és dalszerzőjeként ismertté vált Peter Tägtgren 1996-ban hozott létre. A zenekar valójában projektként működik, ugyanis Tägtgren a stúdióban szinte egyedül dolgozik, csak a koncertfellépéseken segítenek zenésztársak a dalok megszólaltatásában.

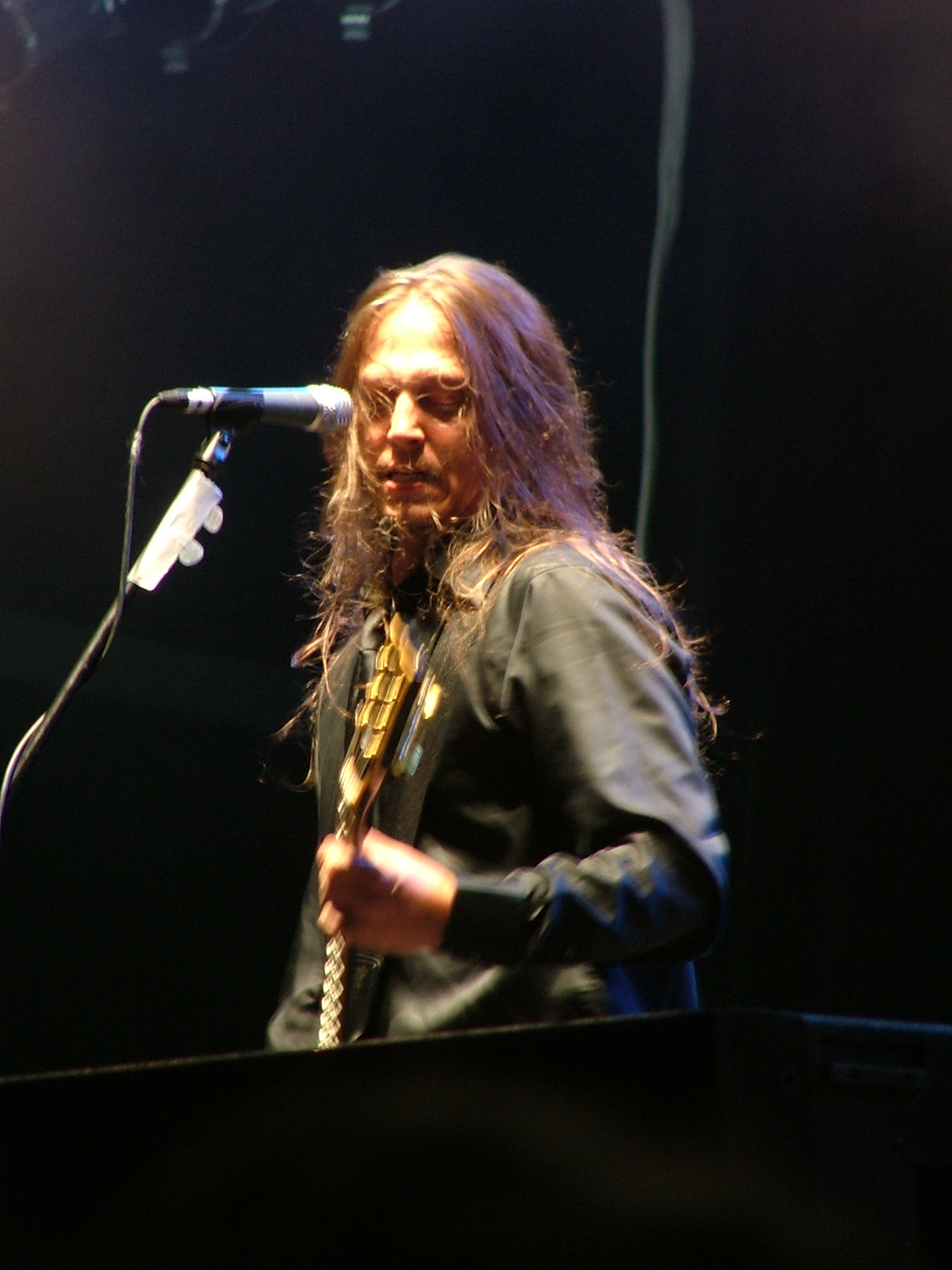
Peter Tägtgren

## Stílus
A Pain zenei stílusát tekintve Peter Tägtgren nem engedi beskatulyázni magát. Mint több interjúban is hangsúlyozta, míg a Hypocrisy jóval súlyosabb zenével jelentkezik, addig a Pain esetében valódi széles körű zenei érdeklődését tudja kiélni. Ennélfogva a legkülönfélébb zenei hatásokat elegyíti az egyes lemezeken.
Az egyes albumokon a black metal, az industrial metal, a techno, a hard rock és még számos más stílus elemei állnak össze egy egyedi, nehezen kategorizálható zenei világgá.

## Diszkográfia

### Albumok
- 1996 - Pain
- 2000 - Rebirth
- 2002 - Nothing Remains The Same
- 2005 - Dancing With The Dead
- 2007 - Psalms Of Extinction
- 2008 - Cynic Paradise
- 2011 - You Only Live Twice
- 2012 - We Come in Peace
- 2024 - I Am

### Kislemezek & EP-k
- 1999: End Of The Line
- 2000: On And On
- 2000: Suicide Machine
- 2002: Shut Your Mouth
- 2002: Just Hate Me
- 2002: Eleanor Rigby
- 2004: Same Old Song
- 2004: Bye/Die
- 2005: Nothing
- 2008: I'm Going In
- 2008: Follow Me
- 2011: Dirty Woman

### Videóklipek
- 1999: End Of The Line
- 2000: On And On
- 2000: Suicide Machine
- 2002: Shut Your Mouth
- 2002: Just Hate Me
- 2002: Eleanor Rigby
- 2004: Same Old Song
- 2004: Bye/Die
- 2005: Nothing
- 2007: Zombie Slam
- 2008: Follow Me
- 2008: Monkey Business
- 2011: Dirty Woman
- 2011: The Great Pretender

### DVD
- 2005: Live Is Overrated